# Mosteiro (Lajes das Flores)
Mosteiro ist eine portugiesische Freguesia (Gemeinde) im Kreis (Município) Lajes das Flores auf der Azoren-Insel Flores. Sie ist die nach der Einwohnerzahl kleinste Gemeinde auf Flores.

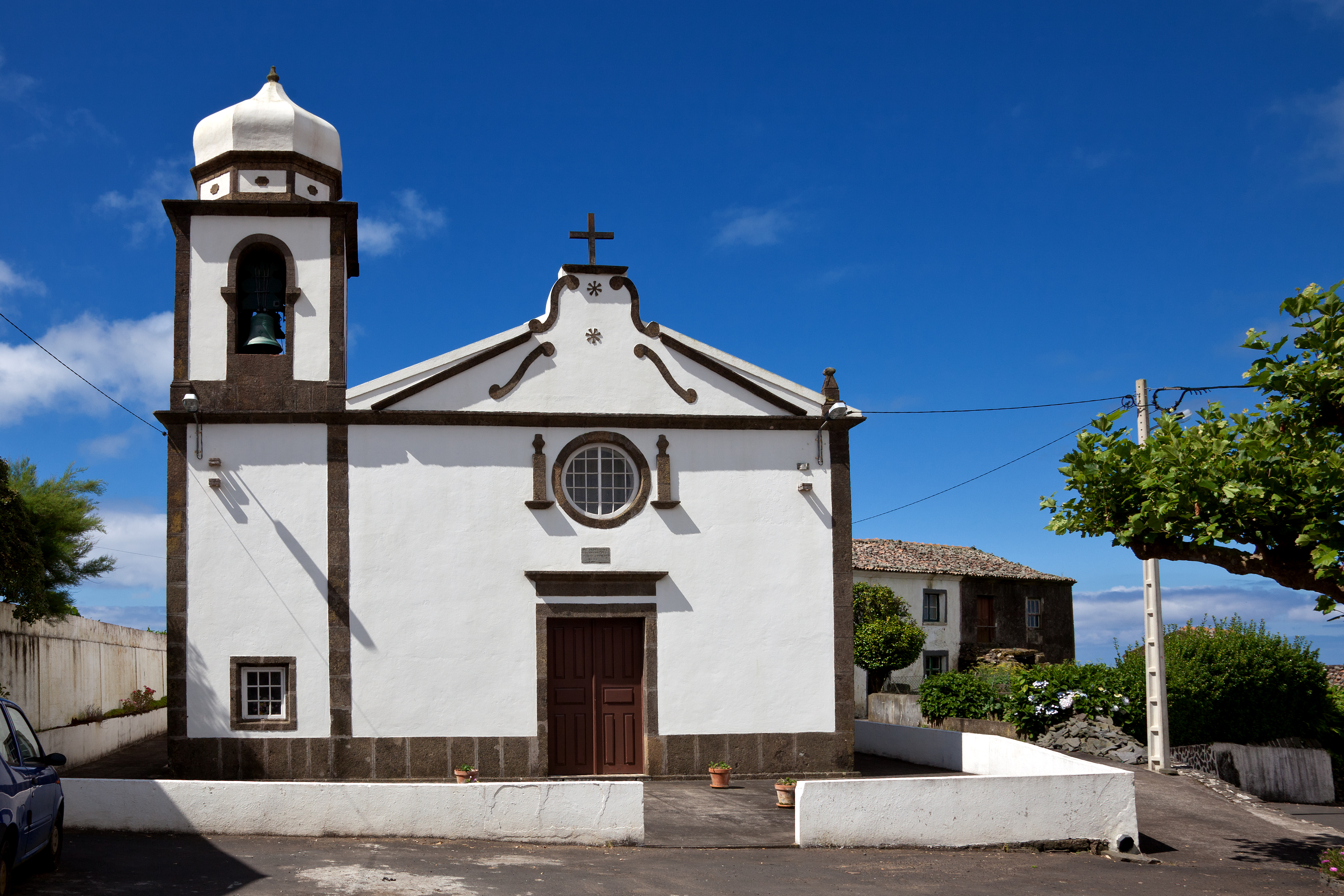
Kirche

Die Ortschaft liegt im Südwesten der Insel und ist über die Hauptstraße R 1-2 mit der Kreisstadt Lajes sowie über die R 2-2 mit der Inselhauptstadt Santa Cruz verbunden.
Mosteiro wurde 1676 gegründet. Der Ortsname (deutsch: Kloster) soll auf eine lokale Tradition und markante Felsen zurückgehen, die den früher Mosteiros genannten Ort umgeben und sich auch an der nahegelegenen Küste finden (siehe hierzu auch Mosteiros auf São Miguel). Die Dorfkirche Igreja da Santissima Trindade stammt aus dem Jahre 1846. Zu dieser Zeit hatte Mosteiro rund 300 Einwohner. Die heutige Bevölkerung lebt hauptsächlich von der Landwirtschaft.
Oberhalb des Ortes gibt es die eindrucksvolle Basaltformation Rocha dos Bordões. Ein beliebter Küstenwanderweg (PR 2 FLO) führt von Lajedo über Mosteiro nach Fajã Grande.

## Belege
1. ↑  www.ine.pt – Indikator Resident population by Place of residence and Sex; Decennial in der Datenbank des Instituto Nacional de Estatística
2. ↑  Übersicht über Code-Zuordnungen von Freguesias auf epp.eurostat.ec.europa.eu